# Marcin Łyskanowski
Marcin Łyskanowski (ur. 11 listopada 1930 w Warszawie, zm. 6 października 2013 w Wołominie) – polski prozaik, lekarz psychiatra, historyk medycyny i nauczyciel akademicki.

## Życiorys

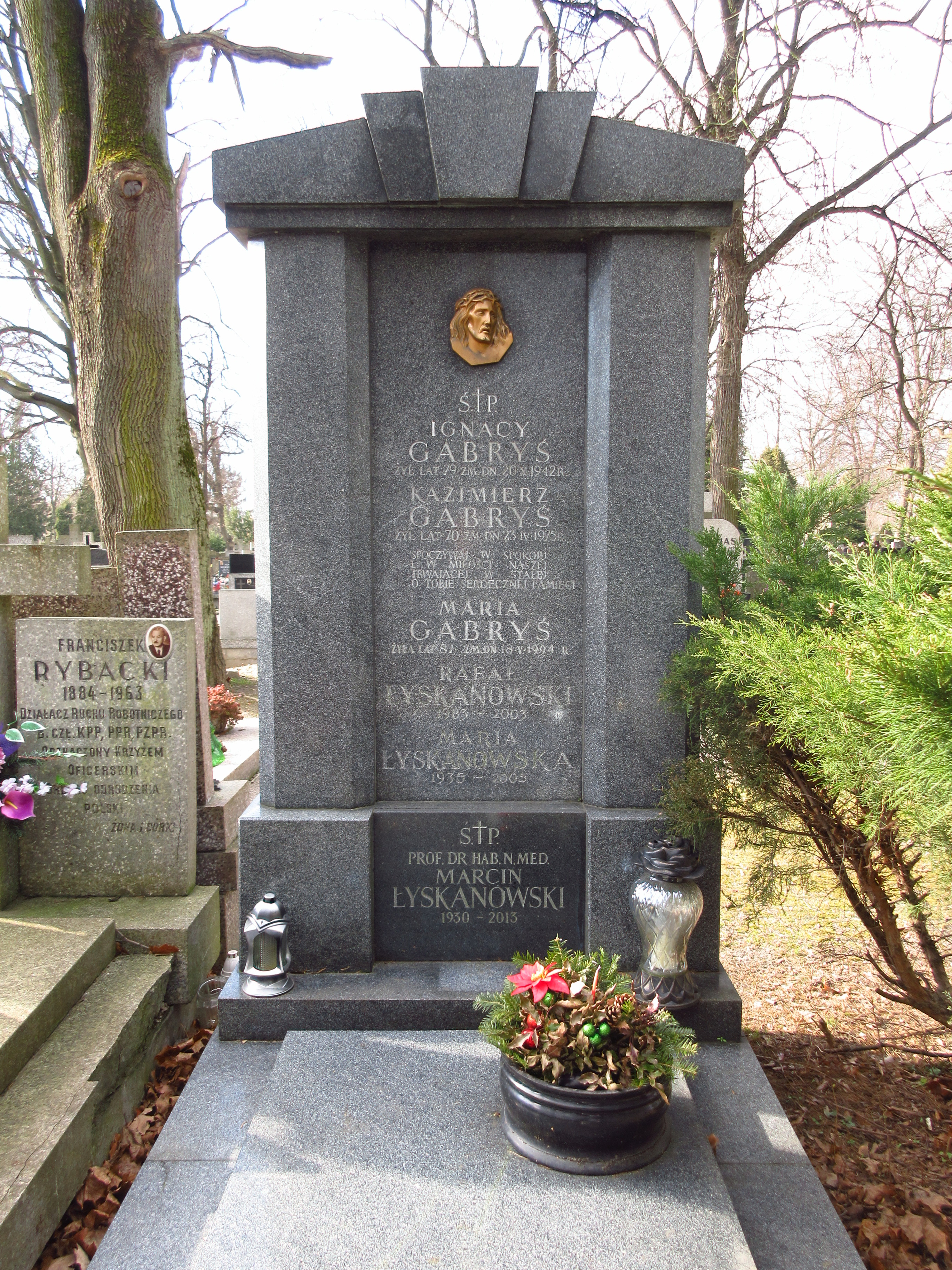
Grób profesora Marcina Łyskanowskiego na cmentarzu Bródnowskim

Uczęszczał do VI Liceum Ogólnokształcącego im. Tadeusza Reytana w Warszawie, w którym uzyskał maturę (1949). Ukończył studia na Wydziale Lekarskim Akademii Medycznej w Warszawie (1955). W 1968 r. otrzymał stopień doktora, w 1970 r. doktora habilitowanego, w 1986 r. został profesorem nadzwyczajnym, a w 1995 r. zwyczajnym. W latach 1972–2001 był kierownikiem Zakładu Historii Medycyny Akademii Medycznej, a w latach 1972–1977 prezesem Zarządu Głównego Polskiego Towarzystwa Historii Medycyny. Był jednym z założycieli Unii Polskich Pisarzy Medyków, od 1978 jego prezesem, członkiem Międzynarodowego Towarzystwa Historii Medycyny, w latach 1977–1993 zastępcą redaktora naczelnego „Archiwum Historii i Filozofii Medycyny” oraz, w latach 1990–1992, członkiem Komitetu Historii Nauki i Techniki PAN. Pochowany na cmentarzu Bródnowskim w Warszawie (kwatera 65B-5-5).

## Twórczość
- Mury cytadeli (1962)
- Zapiski warszawskiego konsyliarza (1965)
- Ostatnie sprawozdanie archiatra (1967)
- Portret mistrza medycyny (1970)
- Testament mistrza chirurgii (1974)
- Medycyna i lekarze dawnej Warszawy (1974)
- Gwiazda doktora Oczki (1977)
- Siedem zwycięstw medycyny (1979)
- Doktor Karol S. (1980)
- Doktor Grodecki (1982)
- Rejony doktora Grodeckiego (1983)
- Sokrates uczeń Hipokratesa (1987)
- Miłość w domu obłąkanych (1991, wydana pod pseudonimem Ludwik Międzyborski)

## Nagrody i wyróżnienia
Został odznaczony m.in. odznaką „Zasłużony Działacz Kultury” (1974) i Złotym Krzyżem Zasługi (1980).